# United Artists

Het oorspronkelijke logo van United Artists

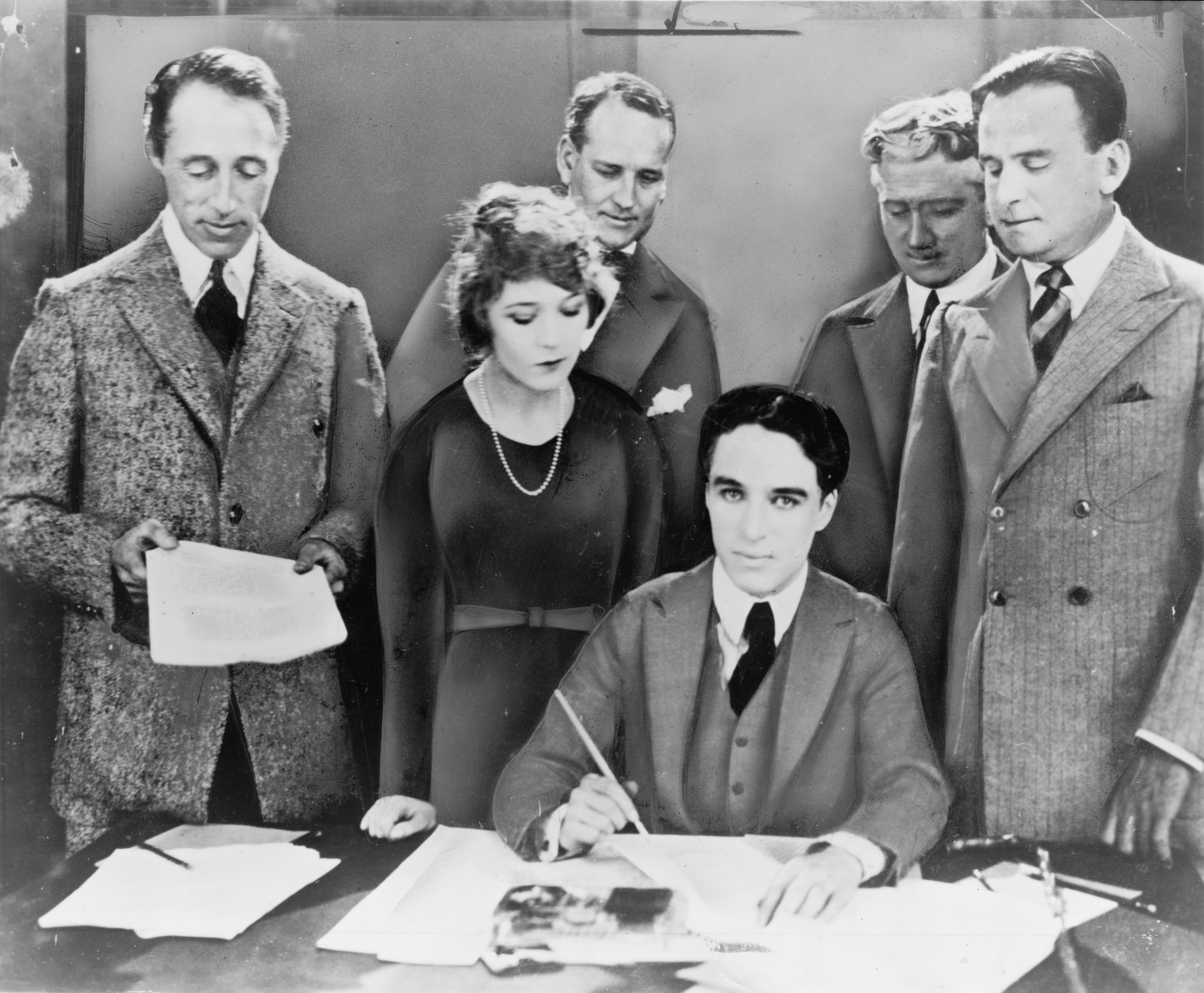
Ondertekening van het oprichtingsverdrag van United Artists, met op de voorgrond v.l.n.r.: D.W. Griffith, Mary Pickford, Charlie Chaplin en Douglas Fairbanks

United Artists Corporation (ook wel United Artists Associated, United Artists Pictures en United Artists Films) is een Amerikaanse filmproductiemaatschappij.
De maatschappij produceert onafhankelijke films.

## Geschiedenis
United Artists werd in 1919 opgericht door de acteurs Charlie Chaplin, Mary Pickford en Douglas Fairbanks en regisseur D.W. Griffith. Het was een zelfstandig bedrijf totdat verzekeringsmaatschappij Transamerica Corporation in 1967 een meerderheidsbelang in de filmmaatschappij verwierf. In 1981 werd United Artists verkocht aan Metro-Goldwyn-Mayer Inc. (MGM), dat in 1990 zelf onderdeel werd van Sony Pictures Entertainment.